# Calycomyza jucundacea
Calycomyza jucundacea este o specie de muște din genul Calycomyza, familia Agromyzidae, descrisă de Blanchard în anul 1954. Conform Catalogue of Life specia Calycomyza jucundacea nu are subspecii cunoscute.